# مران أرجواني
المُران الأرجواني (باللاتينية: Fraxinus purpusii) نوع نباتي ينتمي إلى جنس المُران من الفصيلة الزيتونية.

## الموئل والانتشار
ينتشر هذا النوع في المكسيك ومعظم مناطق أمريكا الوسطى.